# ستيوارت مان
ستيوارت مان (بالإنجليزية: Stuart Mann)‏ هو لاعب سنوكر بريطاني، ولد في 30 ديسمبر 1972.

## روابط خارجية
- ستيوارت مان على موقع CueTracker.net (الإنجليزية)